# Tiberio Claudio Massimo
Tiberio Claudio Massimo (70 circa – 117) è stato un militare romano, che servì nella legio VII Claudia nelle guerre romano-daciche al tempo degli imperatori romani Domiziano e Traiano.

## Biografia
Nacque in Grecia attorno al 70 d.C. ed entrò nelle file dell'esercito romano nell'85 in giovane età, servendo nella legio VII Claudia in Moesia. Nell'87 e 88 combatté con la sua legione nella prima e seconda battaglia di Tapae.
Più tardi diventò ufficiale di cavalleria nella sua legione (quaestor equitum singularis legati legionis) e portatore dello stendardo della cavalleria (eiusdem vexillarius equitum). Venne decorato per il coraggio dimostrato dall'imperatore Domiziano (bello Dacico ob virtutem donis donatus ab Imperatore Domitiano factus). Traiano lo promosse a duplicarius della II ala di cavalleria ausiliaria pannonica (duplicarius a divo Troiano in ala secunda Pannoniorum). Nel 106, durante la conquista della Dacia Tiberio Claudio Massimo servì come explorator, con la sua unità e gli fu affidato il compito di intercettare e catturare il re dace, Decebalo, in fuga verso il nord della Dacia. Prima però che potesse catturare il re, Decebalo si suicidò, tagliandosi la gola: questo accadimento fu raccontato nella Colonna di Traiano (a Roma), anche se è probabile, tuttavia, come descritto nella stele funeraria scoperta a Gramini in Grecia, Decebalo venne catturato. Massimo in seguito gli tagliò la testa e il braccio destro, e li portò a Traiano a Ranisstorum (cepisset Decebalum et caput eius pertulisset ei Ranisstoro), dove gli fu concessa una nuova ricompensa, la seconda della sua carriera militare (ob virtutem bis donis donatus bello Dacico).
Dopo questa campagna militare in Dacia, Tiberio Claudio Massimo servì come volontario nelle campagne partiche di Traiano (dal 114 al 117), e ottenne il congedo (honesta missio) da parte del governatore della nuova provincia di Mesopotamia, Decimo Terenzio Scauriano (missus voluntarius honesta missione a Terentio Scauriano consulare exercitus provinciae novae Mesopotamiae). Morì dopo il 117. E mentre era ancora vivo, nel 106, fece erigere un monumento a Filippi in Grecia (oggi nel museo di Drama) in cui egli indossa due medaglie ricevute durante la sua carriera militare, e dove afferma di aver effettivamente catturato Decebalo.